# فرود اضطراری

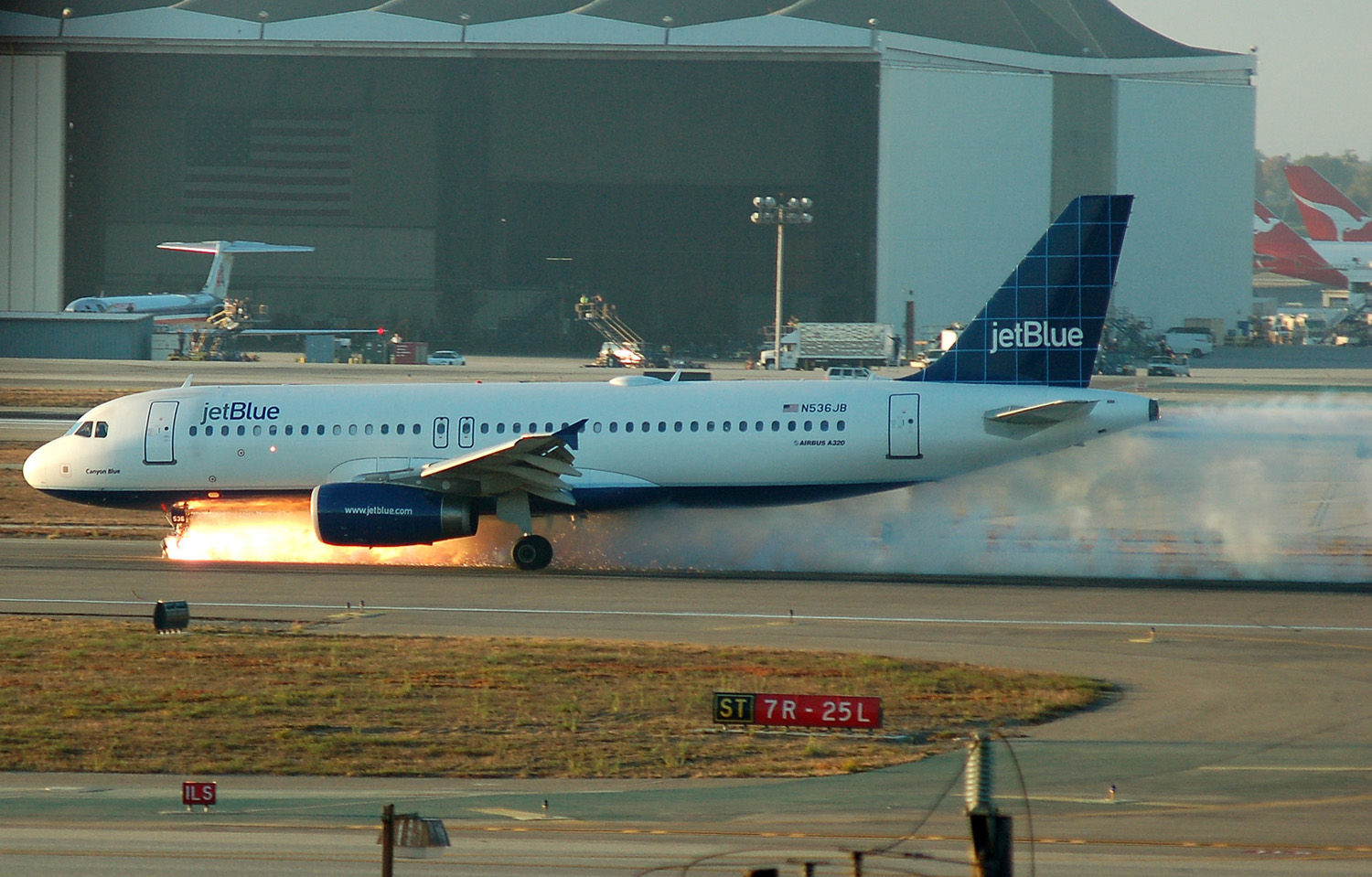
یک فرود اضطراری در فرودگاه بین‌المللی لس‌آنجلس.

فرود اضطراری فرودی است که یک هواگرد در واکنش به وقوع یک وضعیت بحرانی انجام می‌دهد. این وضعیت بحرانی ممکن است بر اثر نقص فنی و از نوعی باشد که کارکرد عادی هواگرد را در خطر قرار دهد یا از نوع پیش آمدن فوریت‌های پزشکی برای یکی از سرنشینان باشد. در این‌گونه موارد خلبان و خدمه پرواز می‌کوشند در نزدیک‌ترین مکان ممکن هواگرد را فرود بیاورند.
اگر فرود اضطراری با آسیب به هواگرد و سانحه همراه شود به آن نشست سانحه‌دار گفته می‌شود. در نشست سانحه‌دار، هواگَرد بر اثر عواملی چون ناهمواری زمین یا ناتوانی خلبان، دچار آسیب‌دیدگی شدید می‌شود.
خاموش شدن موتور، قطع برق هواپیما، آتش‌سوزی در بخش‌های مختلف، باز نشدن ارابه فرود یا شکستن آن ازجمله وضعیت‌های اضطراری هستند که خلبان‌ها را ناچار به فرود اضطراری می‌کنند.